# Saint-Jean-d'Arvey
Saint-Jean-d'Arvey é uma comuna francesa na região administrativa de Auvérnia-Ródano-Alpes, no departamento de Saboia. Estende-se por uma área de 13,01 km², com 1 308 habitantes, segundo os censos de 1999, com uma densidade de 100 hab/km².